# Agrio (gigante)
Agrio (in greco antico Ἄγριος) era un personaggio della mitologia greca citato come uno dei giganti nella Gigantomachia.

## Mito
Agrio fu uno dei combattenti durante la guerra fra i giganti e gli dei dell'Olimpo, nella quale i giganti cercarono di rubare il potere alle varie divinità. 

Egli fu affrontato dalle Moire che con i loro proiettili infuocati riuscirono ad abbatterlo ed in seguito, insieme agli altri, venne fatto precipitare nel Tartaro.